# The Amsterdam Red Light District
The Amsterdam Red Light District (ook bekend als TARLD) is een Franse punkrockband uit Lyon. De band is opgericht in 2005 door Maxime Comby, Grégory Clert en Julien Chanel. In 2008 is de zanger Elio Sxone bij de band gekomen. De band is gekenmerkt door invloeden van bands als onder andere Refused, The Bronx en The Bled. De band heeft enkele keren opgetreden in Nederland.

## Geschiedenis

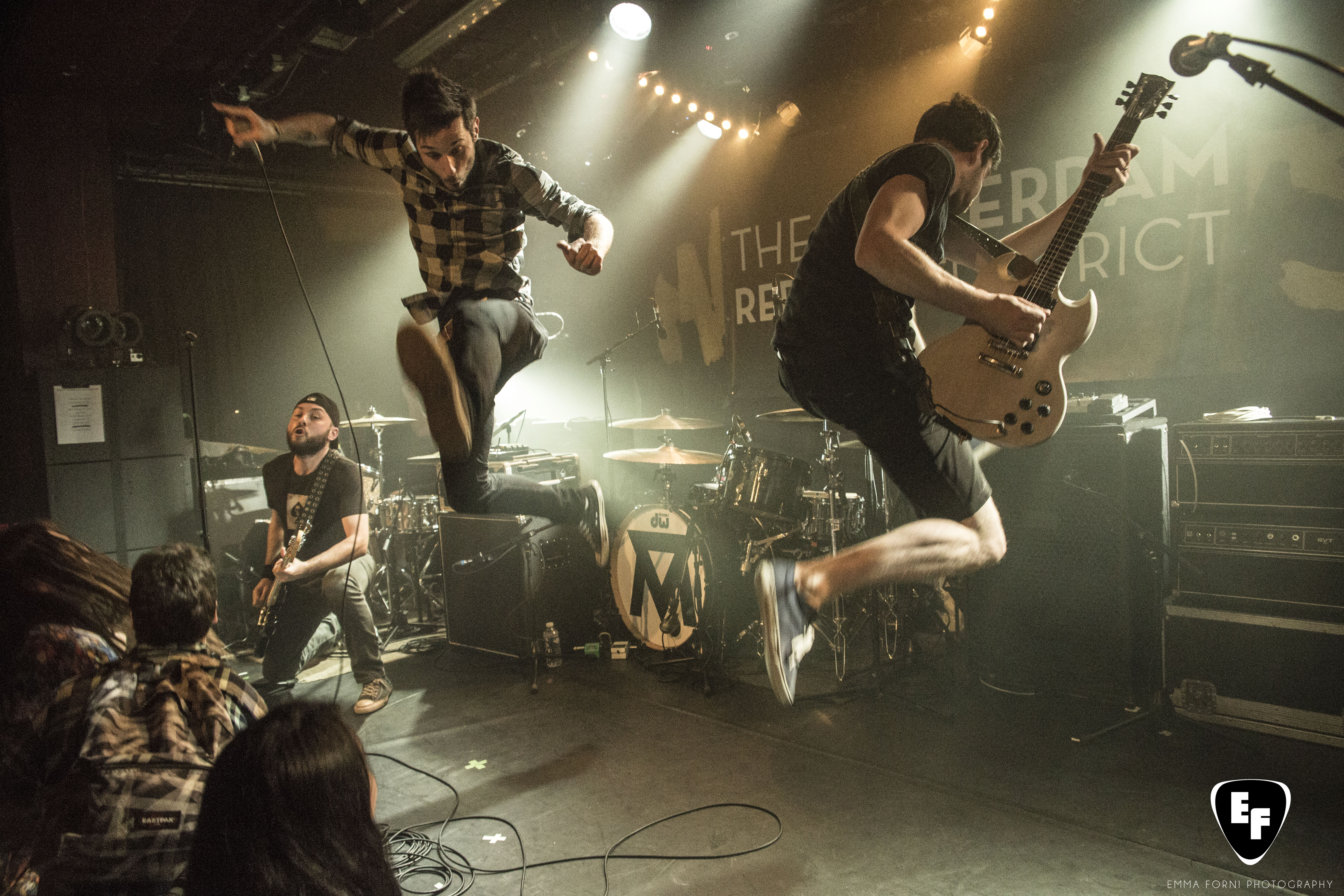
TARLD tijdens een optreden in Parijs in 2015

De band The Amsterdam Red Light District is opgericht in 2005 door 3 vrienden. In 2007 kwamen 2 ep's uit, genaamd Narrow Corridor en Let's Celebrate The End. In 2008 is de zanger Elio Sxone bij de band gekomen om de huidige formatie compleet te maken. In februari 2009 publiceerde de band een videoclip van hun allereerste single Shine a Life. In de zomer van 2009 nam de band hun eerste album op, genaamd Dear Diary. Op dit album was een gastoptreden aanwezig van James Isaiah Munoz, de zanger van de band The Bled. Het album werd in februari 2010 uitgebracht door hun eigen onafhankelijke platenlabel Red Light Records. Voor de promotie van het album is de band door Europa heen getoerd.
In 2011 bracht de band een nieuwe EP uit onder de naam I'm Not Insane, wat 4 nieuwe nummers bevatte. Ook toerde de band in april en mei door Europa om hun nieuwste ep te promoten. Hierbij deden ze onder andere Engeland, België en Nederland aan. In maart 2012 won de band de Macbeth European Contest voor een optreden op het Groezrock festival in België. De band had onder andere de Nederlandse bands John Coffey en The Charm The Fury in de finale verslagen. Ook trad de band dat jaar op op twee andere festivals, namelijk Mair1 Festival in Duitsland en Rockstorm Festival in Frankrijk.
In 2013 begon de band met het werken aan hun nieuwste album, wat een jaar later uitgebracht werd. Ook dit jaar hebben ze enkele festivals gedaan, waaronder het Tells Bells Festival in Duitsland. In juli 2014 begon de band met het opnemen van het album en eind november kwam het album uit. Het album had de naam Gone For A While gekregen. Ook op dit album was een samenwerking aanwezig, dit maal met Justin Schlosberg van de band Hell is for Heroes. Na het uitbrengen van het album is de band weer terug op tour gegaan door Europa.
In 2017 werden er nummers opgenomen voor het nieuwe album Sapere Aude, dat in maart 2018 uitkwam. De nummers werden opgenomen en gemixt in de Fux Studio in Frankrijk en de Treehouse Studio in Engeland, dat ook eerder muziek voor onder andere Machine Head, Trivium, Bullet for My Valentine en While She Sleeps opnam. Op het album komt ook Liam Cormier van de band Cancer Bats voor. In september van dat jaar ging de band voor het eerst naar Japan om daar te touren. In 2019 gaat de band enkele Europese festivals af, waaronder het Nederlandse festival Jera On Air

## Bandleden
- Elio Sxone - zang (2008-heden)
- Maxime Comby - gitaar (2005-heden)
- Grégory Clert - basgitaar (2005-heden)
- Julien Chanel - drums (2005-heden)

## Discografie

### Albums
- Dear Diary[5] (2010)
- Gone For A While[6] (2014)
- Sapere Aude (2018)

### Ep's
- Narrow Corridor (2007)
- Let's Celebrate The End[7] (2007)
- I'm Not Insane[8] (2011)